# Choisya palmeri
Choisya palmeri är en vinruteväxtart som beskrevs av Standley. Choisya palmeri ingår i släktet Choisya och familjen vinruteväxter. Inga underarter finns listade i Catalogue of Life.